# Provinciale weg 211
De provinciale weg 211 (N211) is een provinciale weg in de provincie Zuid-Holland. De weg vormt een verbinding tussen Den Haag en Hoek van Holland. Bij Den Haag heeft de weg een aansluiting op de A4 richting Amsterdam en Delft. In Hoek van Holland eindigt de weg nabij de haven, alwaar het veer naar Harwich vertrekt.
Het grootste gedeelte van de weg, tussen Loosduinen en Hoek van Holland is uitgevoerd als tweestrooks-gebiedsontsluitingsweg met buiten de bebouwde kom een maximumsnelheid van 80 km/h, uitgezonderd het gedeelte tussen Poeldijk en Monster, dat buiten de bebouwde kom is uitgevoerd als erftoegangsweg met een maximumsnelheid van 60 km/h.
In Loosduinen is er een kruispunt tussen N211 , S200 en S114.
| Kruispunt Lozerlaan / Escamplaan | Kruispunt Lozerlaan / Escamplaan | Kruispunt Lozerlaan / Escamplaan       | Kruispunt Lozerlaan / Escamplaan | Kruispunt Lozerlaan / Escamplaan |
| -------------------------------- | -------------------------------- | -------------------------------------- | -------------------------------- | -------------------------------- |
|                                  |                                  | richting Centrumring (S100) Escamplaan |                                  |                                  |
|                                  |                                  |                                        |                                  |                                  |
| richting Kijkduin Lozerlaan      | richting Rotterdam Lozerlaan     |                                        |                                  |                                  |
|                                  |                                  |                                        |                                  |                                  |
|                                  |                                  | richting Westland Nieuweweg            |                                  |                                  |

Tussen de aansluiting op de A4 en Loosduinen is de weg onderdeel van de Haagse ring, dit gedeelte is uitgevoerd als vierstrooksweg met een middenberm als fysieke rijbaanscheiding.
Door zijn ligging tussen de A4 en de haven van Hoek van Holland vormt de weg een schakel in het internationale verkeer tussen het noorden van Nederland en het Verenigd Koninkrijk. 

## Wegbeheer
De provincie Zuid-Holland is verantwoordelijk voor het beheer van de weggedeelten tussen de aansluiting op de A4 en Wateringen en Poeldijk en 's-Gravenzande. Het gedeelte dat onderdeel is van de Haagse ring wordt beheerd door de gemeente Den Haag. Binnen de bebouwde kom van Hoek van Holland is de gemeente Rotterdam verantwoordelijk voor het wegbeheer.

## Geschiedenis
In 1931 werd Verkeersweg 13 voltooid, die voor een belangrijk deel het tracé van de huidige Provinciale weg volgt.
Hoewel het grootste deel van de huidige N211 zelf nooit een rijksweg is geweest zijn er wel plannen geweest om een rijksweg aan te leggen tussen Hoek van Holland en Den Haag. Deze weg stond vanaf het Rijkswegenplan 1932 gepland als rijksweg 14. Deze weg zou in Den Haag aansluiten op rijksweg 4 die verder verliep richting Amsterdam. Het plan werd echter alweer snel ingetrokken, want in het rijkswegenplan van 1938 was de plan-rijksweg 14 uit het vorige rijkswegenplan verdwenen en restte in het Westland nog slechts rijksweg 20, die in het verlengde van de huidige A20 vanaf Westerlee over de huidige N213 en een gedeelte van de N211 naar Loosduinen zou moeten verlopen. Deze weg zou tot het rijkswegenplan van 1968 behouden blijven, waarna ook dit plan ter ziele ging. Het enige dat van deze plannen over is gebleven is het verloop van de A20. Deze verloopt vanaf Maasdijk niet meer richting Hoek van Holland, maar volgt een noordelijker tracé richting Naaldwijk.
Vanwege de plannen om rijksweg 20 tot Den Haag te verlengen werd de secundaire weg tussen Westerlee en Den Haag beheerd door Rijkswaterstaat. Ten behoeve van bewegwijzering voerde zij begin jaren 80 het wegnummer N213 in voor deze weg. Administratief was deze weg echter genummerd als rijksweg 713.
Hoewel rijksweg 20 een noordelijker tracé zou moeten volgen vanaf Maasdijk, volgde het routenummer 20 voor de bewegwijzering wél de veelgebruikte route vanaf Rotterdam richting de haven van Hoek van Holland. Deze weg werd daarom vanaf het einde van de jaren 70 voor bewegwijzering genummerd als N20.
Met ingang van het rijkswegenplan van 1984 werd de verlenging van rijksweg 20 definitief geschrapt. Daarom besloot Rijkswaterstaat om de weg tussen Westerlee en Den Haag in het kader van de Wet herverdeling wegenbeheer per 1 januari 1993 over te dragen aan de provincie Zuid-Holland. Deze voerde een gedeeltelijke hernummering door. Het gedeelte tussen 's-Gravenzande en Hoek van Holland, dat voorheen onderdeel was van de N20, werd onderdeel van de N211. Het gedeelte van de N213 tussen Poeldijk en Loosduinen werd eveneens genummerd als N211.
Het weggedeelte tussen de aansluiting op de A4 en Loosduinen is een relatief nieuw gedeelte, dat in 1998 tegelijk met de aftakking richting Naaldwijk (de veilingroute) en de A4 tussen knooppunt Ypenburg en de aansluiting Den Haag-Zuid voor verkeer werd opengesteld.

## Zie ook

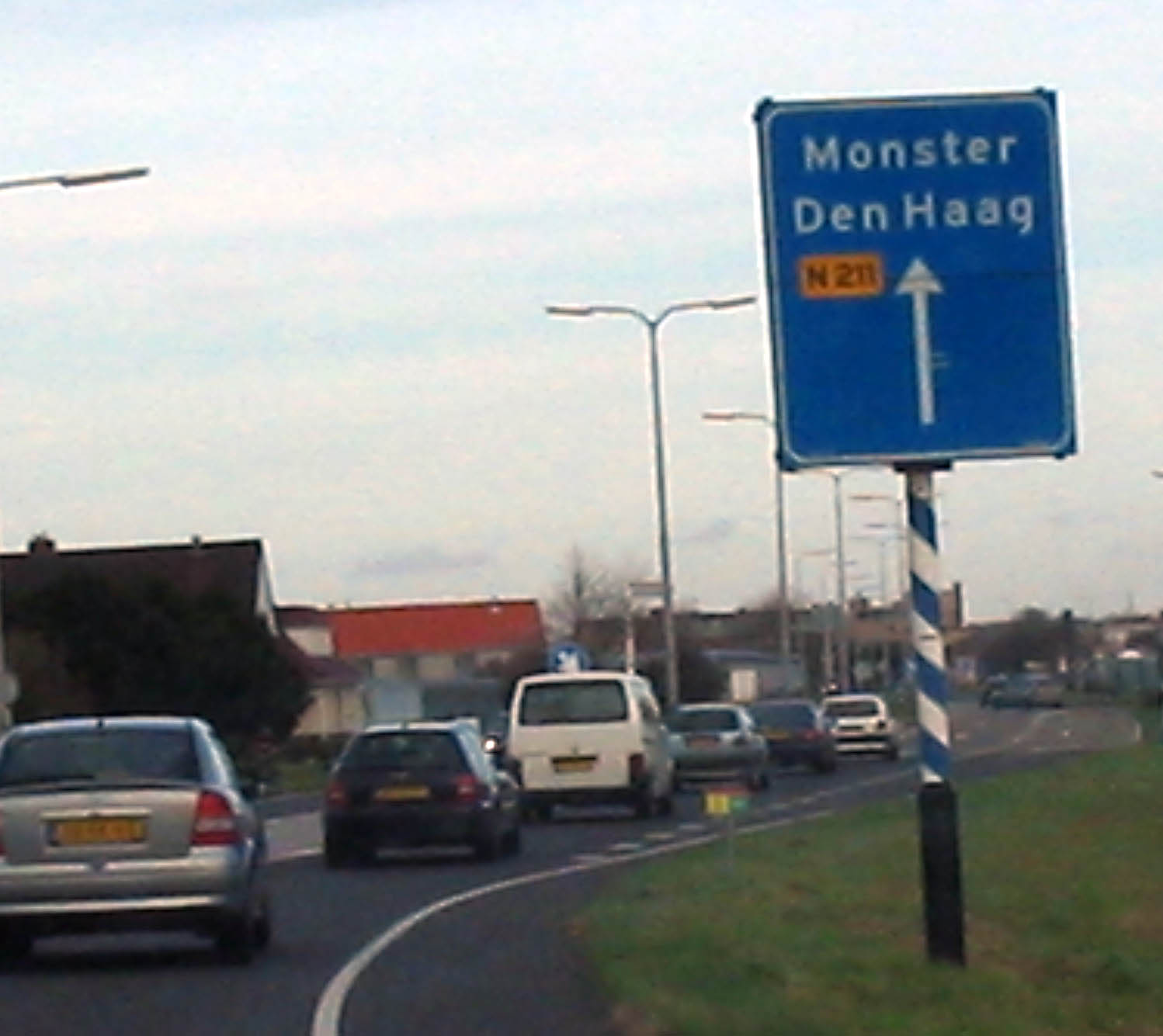
N211 bij Monster